# Gazzetta Chimica Italiana
Gazzetta Chimica Italiana, meist nur als Gazz. Chim. Ital. (Abkürzung in älteren Zitaten: Gazz.), genannt, war eine bedeutende Fachzeitschrift auf dem Gebiet der Chemie.
1871 wurde die Zeitschrift in Italien von Stanislao Cannizzaro, Professor für Chemie an der Universität Palermo und Emanuele Paternò (Mitarbeiter von Cannizzaro, später Professor an der Universität La Sapienza in Rom) gegründet.
1998 wurde die Zeitschrift mit weiteren europäischen nationalen Journalen der organischen Chemie zum European Journal of Organic Chemistry fusioniert. Auf dem Gebiet der anorganischen Chemie bildete sich zeitgleich analog das European Journal of Inorganic Chemistry.